# 金鰲新話
《金鳌新话》（：／）是朝鲜王朝时期文人金时习（1435-1493年）所著的一部传奇小说集。它被许多文学家认为是朝鲜文学史上第一部真正意义上的小说作品:795。但也有许多小说家将《新罗殊异传》中的《崔致远传》视为朝鲜第一部传奇小说，而将《金鳌新话》视为朝鲜第一部传奇小说集:9。《金鳌新话》上承《崔致远传》的传奇文学传统，下启金万重《九云梦》的浪漫主义小说的先河，是部在朝鲜小说文学史上具有特殊地位与价值的作品:803-804:231:88。
金时习是“生六臣”之一。他21岁在三角山苦读等待封官的时候，因怒于世祖篡位，放弃做官打算，削发为僧，四处云游，后在庆州金鳌山安顿下来。成宗即位后，他曾被成宗召回京城，但他无意仕进，又返回金鳌山。《金鳌新话》是他在金鳌山时所作:794-795:226。《金鳌新话》原本在朝鲜半岛已经失传，但后在日本发现了五篇，它们是《万福寺樗蒲记》、《李生窥墙传》、《醉遊浮碧亭記》、《南炎浮洲志》、《龙宫赴宴录》。这五篇的后面附有《书甲集后》七绝两首，表明现存的这五篇作品仅是甲集中的作品:798。这五篇作品在情节和人物上都各不相同，但都是有关怀才不遇的书生与女鬼或仙女的传奇故事。前两篇以爱情为主题，宣扬自由恋爱。后两篇是写神佛界最高层的。作者以梦游录的形式描述了自己心中的理想社会。第三篇是介乎两者之间。作者通过假托鬼神表达鄙弃贪官，念及百姓，憎恨侵略者，忠于王朝正统君主等观念:799-795:227。
金时习在创作《金鳌新话》之前读过中国明朝瞿佑的传奇小说《剪灯新话》。他对这部作品很欣赏，曾在《题剪灯新话》一诗中写道：“山阳君子弄机柕，手剪灯火录奇语。有文有骚有记事，游戏滑稽有伦序。”:796《金鳌新话》的创作在很多方面借鉴了瞿佑的《剪灯新话》，但作品以壬辰倭乱、红巾军入侵高丽、世祖篡位等朝鲜历史事件，以及朝鲜风俗民情、自然风光为背景，有着鲜明的朝鲜民族特点。此外，金时习在表现方法和审美情趣方面也别有个性。比如，他对爱情的描写质朴、率真、节制，而不是像《剪灯新话》那样流于色情，“妄且淫”。更重要的是金时习创作《金鳌新话》的目的是为了表达自己的思想感情。五篇作品篇篇都带有政治色彩，尤其是《南炎浮洲志》，有些话就是政论:796。在艺术成就方面，《金鳌新话》也有超过《剪灯新话》的地方。日本学者依田百川在《金鳌新话》明治十七年版序文中说：“此篇，盖似明人瞿宗吉《剪灯新话》，而其才情飘逸，文气富瞻，琦句瑰词，璀璨如锦，有过而无不及焉。”:803